# Карл-Хайнрих фон Щюлпнагел
Карл-Хайнрих фон Щюлпнагел, (на немски: Carl-Heinrich von Stülpnagel, 2 януари 1886 – 30 август 1944) е немски генерал и член на заговора за атентат срещу Адолф Хитлер на 20 юли 1944 г.

## Ранни години
Щюлпнагел е роден в Берлин през 1886 г. и се записва във военното училище през 1904 г. През Първата световна война, той е генералщабен офицер, а след войната продължава да служи в Райхсвера. Повишен е в капитан през 1924 г. и майор на следващата година. След това става командир на 2-ри батальон на 5-и пехотен полк, базиран в Нойрупин. През 1933 г., като полковник, е назначен за началник на външноармейския отдел на генералния щаб на армията. През 1936 г. е повишен в генерал-майор и командващ 30-а пехотна дивизия в Любек. На 27 август 1937 г., като генерал-лейтенант, е назначен като заместник-началник на генералния щаб на армията.

## Втората световна война
От 20 декември 1940 до 4 октомври 1941 г. Щюлпнагел е генерал от на пехотата и командир на 17-а армия. На 22 юни 1941 г., след началото на Операция Барбароса, той успешно води армията си на Източния фронт през южна Русия. Под неговото командване, 17-а армия постига победи в битките при Уман и Киев.
Щюлпнагел също взима участие в първите революционни планове на военната опозиция, която има за цел изхвърлянето на Хитлер и нацистите от властта, но тези планове до голяма степен са изоставени след Мюнхенското споразумение. Въпреки участието му в заговора на военната опозиция за убийството на Хитлер, значителни архивни доказателства сочат, че по време на неговия мандат като командир на 17-а армия и военен губернатор на Франция е участвал и във военни престъпления. В Русия Щюлпнагел подписва много заповеди, разрешаващи репресивни мерки срещу цивилни граждани заради партизански атаки и пряко съдействие на айнзацгрупите в масовите екзекуции на евреи.
През март 1942 г. той е назначен за командир на окупираната част на Франция, и на тази позиция, заедно със своя личен съветник подполковник Цезар фон Хофакер продължават да разработват планове за свалянето на Хитлер от власт. Хофакер служи като връзка на Щюлпнагел с Клаус фон Щауфенберг който извършва атентата срещу Хитлер във „Вълчата бърлога“, Източна Прусия.
След опита за покушение над Хитлер на 20 юли 1944 г., Щюлпнагел нарежда на верните си части да арестуват членовете на СС и Гестапо в Париж. Въпреки това, когато става ясно, че атентата в Източна Прусия не е постигнал целта си, Щюлпнагел не успява да убеди фелдмаршал Гюнтер фон Клуге да подкрепи въстанието и е принуден да освободи затворниците. Когато е привикан от Париж, той спира в град Вердюн и се опитва да се самоубие с изстрел в главата, край бреговете на река Маас. Опитът е неуспешен, а Щюлпнагел ослепява. Докато е в плен, той изкрещява името Ромел в делирум. В резултат на това скоро Ервин Ромел е поставен под наблюдение от СС.
Щюлпнагел и неговият съветник са арестувани от Гестапо, и генералът е предаден на „Народния съд“ на 30 август 1944 г. Признат е за виновен в държавна измяна и обесен на същия ден в Берлинския затвор Пльотцензе.